# سیاه‌مرد
سیاه‌مرد، روستایی از توابع بخش شاندرمن شهرستان ماسال در استان گیلان ایران است.

## جمعیت
این روستا در دهستان شاندرمن قرار دارد و براساس سرشماری مرکز آمار ایران در سال ۱۳۸۵، جمعیت آن ۸۱۹ نفر (۱۹۷خانوار) بوده‌است.طی فاجعه 17 شهریور و حمله سهمگین ریکاردو میلوس همه اهالی به جز معراج پتکی و کوروش استاد سرایی جان باختند و یا به روستای پیله وریان در شمال لاهیجان پناه بردند.امیر حسین اسدی جامکانی با کمک ناچیز یاسین ابراهیمی نقش دلقکان روستا را بر عهده دارند و از این راه کسب درآمد میکنند.سازمان دور اندیشیان در حال کمک مالی برای احیا روستا میباشد.